# Karl Semlitsch
Karl Semlitsch (* 26. August 1944 in Theresienfeld, Niederösterreich) ist ein Offizier des österreichischen Bundesheers im Ruhestand, zuletzt Generalmajor. Er war der längst dienende Militärkommandant der Stadt Wien seit 1945.

## Leben
Semlitsch besuchte die Theresianische Militärakademie in Wiener Neustadt. Danach absolvierte er die Generalstabsausbildung in Wien, die er 1975 als Hauptmann des Generalstabes abschloss. Von 1980 an leitete er das Büro für Wehrpolitik im österreichischen Verteidigungsministerium. In dieser Funktion war er etwa verantwortlich für die Einführung der politischen Bildung im Bundesheer und legte Wert auf die Aufarbeitung der Heeresgeschichte.
Von 1991 bis 2006 leitete er das Militärkommando Wien. Von allen Militärkommandanten Wiens seit 1945 hatte er diese Stellung am längsten inne. Sein Nachfolger in dieser Position wurde Brigadier Franz Reißner.
Besondere Anerkennung erhielt er für seinen Einsatz für eine stärkere Zusammenarbeit des Bundesheeres mit zivilen Katastrophenschutz- und  Hilfseinrichtungen (etwa: Licht ins Dunkel).
Im Jahr 2003 ehrte die jüdische Wohlfahrts- und Menschenrechtsorganisation B’nai B’rith Semlitsch für „herausragende Leistungen im humanitären Bereich“. Grund dafür war das Engagement Semlitschs, die von Rechtsextremen geplante Kranzniederlegung am Grab des unbekannten Soldaten in der Krypta am Wiener Burgtor zu verhindern.

## Auszeichnungen
- 2004: Großes Silbernes Ehrenzeichen für Verdienste um die Republik Österreich[1]
- Großes Goldenes Ehrenzeichen für Verdienste um das Land Wien

## Privates
Er ist seit 1965 verheiratet mit Ernestine Semlitsch, geb. Bejsta, und Vater zweier Söhne: des Übersetzers und Aktivisten der Neuen Rechten Martin Lichtmesz sowie Jürgen Semlitschs.